# Bianca Calderón
Pour les articles homonymes, voir Calderón.
Bianca Calderón, née le 5 octobre 1981 à Veracruz, est une actrice mexicaine.

## Biographie
Bianca a une sœur, Estela Calderon, qui est également actrice.

## Filmographie
- 2001 : Lo Que Callamos Las Mujeres (série télévisée)
- 2002 : El país de las mujeres (série télévisée)
- 2003 : Dos chicos de cuidado en la ciudad (série télévisée) (3 épisodes)
- 2004 : Los Sánchez (série télévisée)
- 2004 : Mujer, casos de la vida real (série télévisée)
- 2006 : Duel of Passions (série télévisée) (4 épisodes)
- 2007 : Eros una vez María : María la prostituée
- 2007 : El Pantera (série télévisée) : Vera
- 2007 : Sexo y otros secretos (série télévisée) : Martha
- 2009 : Se jodió la Navidad (court métrage) : Jasbleidy
- 2011 : Viernes de Ánimas: El camino de las flores : Tere
- 2011 : El Sexo Débil (série télévisée) : Aída Galindo
- 2012 : Infames (série télévisée) : Claudia de Benavides
- 2013 : The Lord of the Skies (série télévisée) : Roxana Mondragón (25 épisodes)
- 2013 : Las trampas del deseo (série télévisée) : Patricia de Santana[2],[3]
- 2015 : Noches con Platanito (série télévisée) Olga Breeskin
- 2014-2015 : Los miserables (série télévisée) : Deyanira Paredes (105 épisodes)
- 2016 : Gato (court métrage) : la docteure
- 2017 : Como te ves, me vi : Patricia
- 2016-2017 : El Chema (série télévisée) : Roxana Mondragón (13 épisodes)
- 2017 : Las Malcriadas (série télévisée) : Genoveva Romero (12 épisodes)